# سيد بف
سيد بف (بالإنجليزية: Sidney Pugh) (10 أكتوبر 1919 في ألمانيا - 15 أبريل 1944 في المملكة المتحدة) هو لاعب كرة قدم بريطاني (وحمل سابقاً جنسية المملكة المتحدة لبريطانيا العظمى وأيرلندا) في مركز الدفاع. لعب مع برادفورد سيتي ونادي أرسنال.